# Новіни (гміна Лопенник-Гурни)
Новіни (пол. Nowiny) — село в Польщі, у гміні Лопенник-Гурний Красноставського повіту Люблінського воєводства.
Населення — 148 осіб (2011).
У 1975-1998 роках село належало до Холмського воєводства.

## Демографія
Демографічна структура станом на 31 березня 2011 року:
|          | Загалом | Допрацездатний вік | Працездатний вік | Постпрацездатний вік |
| -------- | ------- | ------------------ | ---------------- | -------------------- |
| Чоловіки | 72      | 16                 | 48               | 8                    |
| Жінки    | 76      | 12                 | 41               | 23                   |
| Разом    | 148     | 28                 | 89               | 31                   |